# جيسيكا هاريسون
جيسيكا هاريسون (بالفرنسية: Jessica Harrison)‏ هي تريثلت فرنسية، ولدت في 27 أكتوبر 1977 في شفيلد في المملكة المتحدة.

## وصلات خارجية
- جيسيكا هاريسون على موقع اتحاد الترياتلون الدولي (الإنجليزية)
- جيسيكا هاريسون على موقع IAT Triathlon Database (الإنجليزية)
- جيسيكا هاريسون على موقع أوليمبيديا (الإنجليزية)
- جيسيكا هاريسون على موقع اللجنة الأولمبية الفرنسية (مؤرشف) (الفرنسية)